# Kvan
Kvan (Angelica archangelica) er en 120-230 cm høj plante, der i Danmark findes som underarten strandkvan langs kystnære vandløb, strandenge og tangvolde. I middelalderen blev plantens tørrede rødder anset som det bedste middel mod pest.

## Beskrivelse
Kvan er en to- til flerårig, urteagtig plante med en kraftig, opret vækst. Stænglerne er hårløse, rillede og hule. Bladene sidder spredt, og de er 2-3 dobbelt fjersnitdelte med ægformede småblade. Bladstilkene er runde i tværsnit. Bladranden er groft takket, af og til trefliget, og under- og oversiderne er lysegrønne. Blomstringen sker i juni-juli, hvor man ser blomsterne sidde samlet i endestillede, halvkugleformede storskærme. De består af småskærme, som ligeledes er halvrunde. De enkelte blomster er grønlige og regelmæssige. Frugterne deles ved modenhed i to fladtrykte og strågule delfrugter.
Rodnettet består af en kraftig, lodret jordstængel, som bærer tykke siderødder. Højde x bredde og årlig tilvækst: 2,30 x 1 m (230 x 100 cm/år).

## Voksested
De to underarter, strandkvan (Angelica archangelica ssp. litoralis) og fjeldkvan (Angelica archangelica ssp. archangelica) har forskellige levesteder. Strandkvan findes langs kysterne på fugtige strandenge i Norden (inkl. Island) og de baltiske lande, mens fjeldkvan findes vildtvoksende i de norske og svenske fjelde, på Grønland, Island, Færøerne og i bjergegne i Østeuropa. Fjeldkvan dyrkes desuden flere steder i Europa og findes forvildet herfra.
I Danmark findes strandkvan hist og her i de østlige egne. I Nord- og Vestjylland er den meget sjælden.
Som eksempel på et dansk voksested for strandkvan er strandsand ved Ebeltoft Færgehavn, hvor den findes sammen med bl.a. cikorie, pastinak, sankthansurt, sandhjælme, strandmalurt, tagrør og vårbrandbæger.

## Indholdsstoffer
Alle dele af planten dufter krydret og syrligt, men strandkvan smager i reglen ret bittert, mens fjeldkvan er mere mild og aromatisk. Planten indeholder terpener, kumarin, angelicin, tannin, β-terebangelen (det stof, som giver Kvan dens karakteristiske lugt, og som har sumformlen C10H16) og de organiske syrer metyletyleddikesyre og hydroxymyristinsyre.[kilde mangler]

## Underarter
- Strandkvan (Angelica archangelica ssp. litoralis) har småsvøbblade, der er omtrent halvt så lange som blomsterstilkene og små frugter med afrundede ribber.
- Fjeldkvan (Angelica archangelica ssp. archangelica) har småsvøbblade, der har sammen længde som blomsterstilkene og store frugter med tydelige ribber.

## Anvendelse
I Norge, Island, på Færøerne og i Grønland blev plantens C-vitaminindhold brugt til at modvirke skørbug. I middelalderen blev planten anvendt som det måske vigtigste middel mod pest. Roden blev anset for særlig virksom.
Kvan nedbryder oxalsyren i rabarber. Stænglerne kan blancheres og derefter koges som grønsag, og de kan knuses og koges sammen med frugt til marmelader. Stængler af kvan er gode at kandisere. Kvanfrø bruges som smagsgiver i vermouth, chartreuse og gin.
Kvanblade kan tilsættes akvavit til en velsmagende bjesk.
Kvan er det karakteristiske smagsstof i benediktinerlikør. Kvan indgår desuden i Carlsbergs luksusøl, Jacobsen - Saaz Blonde.

## Stednavne
Kvan indgår i flere danske stednavne, fx Kvanløse og den formodet degenererede form Vanløse.
Men denne forklaring sætter Hald 1953 (Nudansk Ordbog) spørgsmålstegn ved, idet han tilføjer, at ordet mest bruges om en i Danmark ikke naturligt forekommende plante, den anførte Archangelica officinalis.